# Sacciolepis myuros
Sacciolepis myuros är en gräsart som först beskrevs av Jean-Baptiste de Lamarck, och fick sitt nu gällande namn av Mary Agnes Chase. Sacciolepis myuros ingår i släktet Sacciolepis och familjen gräs. Inga underarter finns listade i Catalogue of Life.